# سيدي امحند إفروتنت (واد إشم)
سيدي امحند إفروتنت هو دُوَّار يقع بجماعة آيت الفرسي، إقليم تنغير، جهة درعة تافيلالت في المملكة المغربية. ينتمي الدوّار لمشيخة واد إشم التي تضم 8 دواوير. يقدر عدد سكانه بـ 963 نسمة حسب الإحصاء الرسمي للسكان والسكنى لسنة 2004.

## روابط خارجية
- البوابة الوطنية للجماعات الترابية نسخة محفوظة 12 مارس 2018 على موقع واي باك مشين.
- المندوبية السامية للتخطيط